# Paga
Paga – małe miasteczko w północnej Ghanie, leży w miejscu gdzie główna droga  krajowa północ-południe dochodzi do granicy z Burkina Faso, 40km na północ od Bolgatanga i 12km od Navrongo. Znane ze swoich świętych stawów krokodyli.